# Teatro Circo Barcelonês
Gravura a cores do "Congreso Obrero de Barcelona" de 1870, que teve lugar no Teatro Circo
O Teatro Circo Barcelonês (em catalão:  Teatre Circ Barcelonès) funcionou de 1853 a 1944 na cidade de Barcelona. Estava situado na rua de Montserrat, números 18 e 20. Desde a sua reabertura em 1868, foi o terceiro teatro de maior importância da cidade, após o Principal e o Liceo, pela  sua dimensão e pela qualidade dos espectáculos. Começou como local para espectáculos de circo e equestres, mas cedo passou para o teatro e a música; com o tempo, decaiu e converteu-se, já no século XX, numa sala de variedades, conhecida como "Coliseu das Variedades". Nos anos vinte, destacaram-se os espectáculos de flamenco.

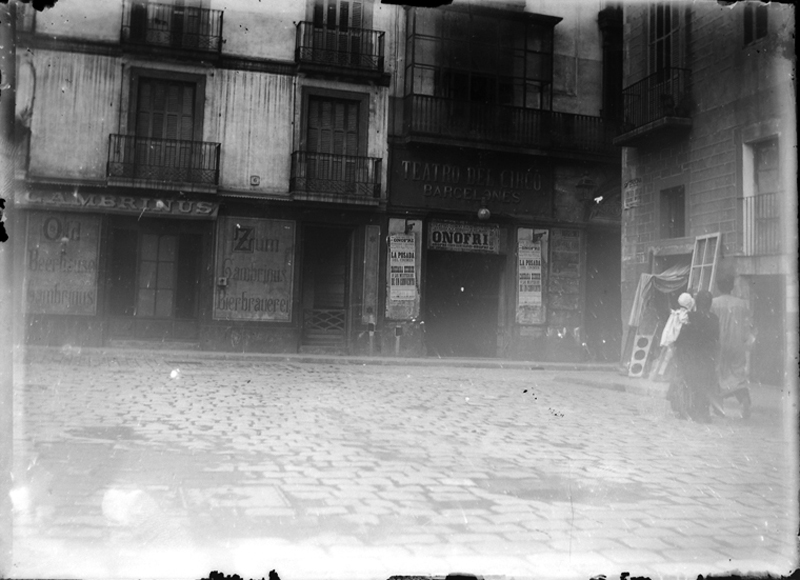
Fachada do Teatro Circo Barcelonês

O teatro tem origem no Salão Artístico, uma sala de baile que se tinha instalado em 1852 nos jardins da casa de um cidadão britânico chamado Kennet. Para possibilitar outras ctividades cénicas e de ginástica, fez-se uma ampliação, com projecto de Antoni Rovira.
O novo teatro foi inaugurado no dia 12 de janeiro de 1853 com o nome de Teatro Circo Barcelonês. A plateia podia transformar-se facilmente numa pista de circo, de terra batida, facto a que deve o nome de "teatro-circo". Além da plateia, tinha quatro ordens de balcão ao redor,  um único piso com palcos, em forma de ferradura e com colunas de ferro fundido, tal como o resto da estrutura. O teto tinha claraboias que deixavam passar a luz.